# Hilarion z Gazy
Hilarion, w hagiografii prawosławnej Hilarion Wielki (ur. ok. 293 w Thavatha, zm. 371) – mnich chrześcijański, jeden z twórców wspólnot monastycznych powstających w Gazie w IV w. Święty czczony przez Kościół katolicki i prawosławny.
Wiadomości o Hilarionie pochodzą z żywota spisanego przez św. Hieronima. Według niego Hilarion urodził się w rodzinie pogańskiej. Został skierowany do znakomitych szkół w Aleksandrii, gdzie zetknął się z chrześcijanami i przyjął chrzest. Następnie zainspirowany życiem Antoniego Wielkiego porzucił naukę i dołączył do uczniów ascety. Po kilku miesiącach piętnastoletni Hilarion wrócił do domu rodzinnego i po śmierci ojca i matki rozdał odziedziczony majątek, sam zaś urządził dla siebie pustelnię w pobliżu portu Majuma. Dwadzieścia dwa lata spędził w całkowitej samotności. Według żywotów był w tym okresie kuszony przez diabły, które usiłowały przestraszyć go i skłonić do odejścia z pustelni. Siłą swojej modlitwy Hilarion odpędzał je. Wokół ascety zaczęli gromadzić się uczniowie, co pozwoliło na założenie w okolicy nowych klasztorów. Hieronim datuje to wydarzenie na ok. 330. W 356 Hilarion, zmęczony ogromną popularnością, jaką zyskał, opuścił Palestynę. Ostatnie siedem lat życia prowadził życie pustelnicze na Cyprze.